# 釋普智
釋普智（？—1408年），字無儗，別號一枝叟，浙江臨平（今中國浙江省杭州市餘杭區）人，俗姓褚，為明朝 杭州龍井寺沙門，天臺宗高僧。

## 生平
普智法師於錢塘（今杭州市）龍井寺出家，依止東溟慧日和尚學習天臺宗教法，擅於弘教演說佛法。參歷四大道場，學成歸來後使天臺門風大振。晚年住持松江延慶寺弘法利生，後為終老儲備往生資糧專修淨土法門，寒暑不輟。
明朝永樂 (明朝)六年（1408年）正月二日，身有微疾，便召集大眾面向西方端坐念佛，隨後便生死自由，坐化圓寂，

## 著作
- 集註《阿彌陀經》一卷

## 法嗣

### 師長
- 東溟慧日